# Diecezja Spiry

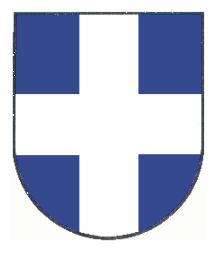
Herb diecezji

Diecezja Spiry (łac.: Dioecesis Spirensis) – katolicka diecezja niemiecka położona w zachodniej części kraju, obejmująca swoim zasięgiem część Nadrenii-Paltynat i Saary. Siedziba biskupa znajduje się w katedrze Wniebowzięcia Najświętszej Maryi Panny i św. Szczepana w Spirze.

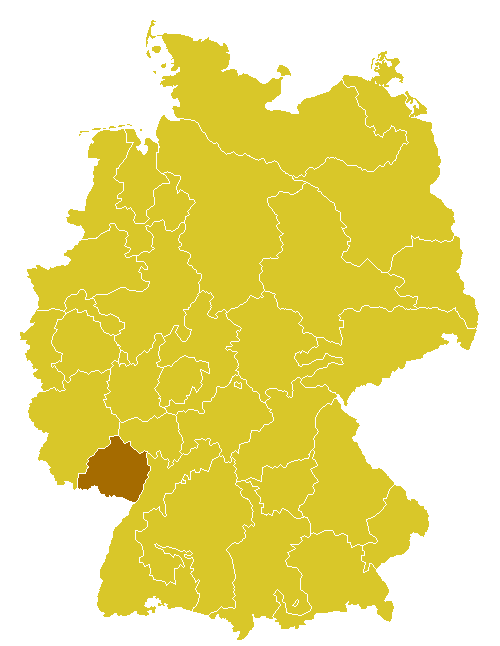
Obecne granice diecezji Spiry

## Historia
Diecezja Spiry jest jedną z najstarszych diecezji katolickich na terenie Niemiec. Została założona w IV w. Najstarsze dokumenty potwierdzają jej istnienie w 346 r. W VIII w. została podporządkowana metropolii Moguncji. W czasach średniowiecza biskupstwo uzyskało pełną niezależność polityczną, stając się księstwem biskupim. Taki stan rzeczy przetrwał do końca XVIII w. W 1795 wojska francuskie zajęły biskupstwo, które następnie zostało zsekularyzowane.
Na mocy Konkordatu Bawarskiego z 1817 diecezja Spiry stała się częścią nowo powstałej metropolii Bambergu.

## Biskupi
- Biskup diecezjalny: Karl-Heinz Wiesemann
- Biskup pomocniczy: Otto Georgens

## Podział administracyjny
Diecezja Spiry składa się z 10 dekanatów:
| Lp. | Nazwa                  |
| --- | ---------------------- |
| 1   | Dekanat Bad Dürkheim   |
| 2   | Dekanat Donnersberg    |
| 3   | Dekanat Germersheim    |
| 4   | Dekanat Kaiserslautern |
| 5   | Dekanat Kusel          |
| 6   | Dekanat Landau         |
| 7   | Dekanat Ludwigshafen   |
| 8   | Dekanat Pirmasens      |
| 9   | Dekanat Saarpfalz      |
| 10  | Dekanat Speyer         |